# 紙牌屋 (第一季)
美国电视连续剧《纸牌屋》（英語：House of Cards）第一季在2013年2月1日于串流媒体Netflix网站首播。本季由Media Rights Capital制作，执行制片人有大卫·芬奇、凯文·史派西、埃里克·罗斯、约书亚·多南、达纳·布鲁内蒂、安德鲁·戴维斯、迈克尔·多布斯、约翰·梅尔菲（John Melfi）和鲍尔·威利蒙。
《紙牌屋》由鲍尔·威利蒙開創，改編自安德魯·戴維斯的BBC同名電視劇，該劇根據迈克尔·多布斯的小說改編。故事設定在現代的華盛頓哥倫比亞特區，講述眾議院南卡羅來納州第五國會選區民主黨籍議員、多數黨黨鞭弗蘭克·安德伍德（奇雲·史柏西飾演）在晉升為美國國務卿的希望破滅後，決定向背叛他的人進行報復。本劇主演也有羅冰·活麗、凱特·瑪拉及寇瑞·史托爾。

## 外部連結
- 官方网站
- 《House of Cards》各集列表 来自互联网电影数据库